# Mfida III
Mfida III est un village de l'arrondissement d'Akono, département de la Méfou-et-Akono dans la région du Centre au Cameroun. 

## Population et société
En 1965, la population de Mfida III était de 205 habitants, principalement des Ewondo. Lors du recensement de 2005, 207 habitants y ont été dénombrés.